# Phú Cát
Phú Cát là một xã thuộc thành phố Hà Nội, Việt Nam.

## Địa lý

### Vị trí địa lý
Xã Phú Cát nằm ở phía tây huyện Quốc Oai, cách trung tâm huyện khoảng 13 km và có vị trí địa lý:
- Phía đông giáp xã Tuyết Nghĩa
- Phía tây giáp xã Phú Mãn và xã Đông Xuân
- Phía nam giáp xã Hòa Thạch
- Phía bắc giáp huyện Thạch Thất.

Tổng diện tích đất tự nhiên là 11,0 km², trong đó đất nông nghiệp chiếm 4,96 km² (khoảng 47,32%)

### Điều kiện tự nhiên
Xã Phú Cát có tổng diện tích đất tự nhiên là 1050,15 ha. Diện tích đất nông nghiệp là 496,96 ha chiếm 47,32% tổng diện tích đất tự nhiên, trong đó đất trồng cây hàng năm là 333,12 ha chiếm 67,03% tổng diện tích đất nông nghiệp và đất trồng cây lâu năm là 113,18 ha chiếm 22,77% tổng diện tích đất nông nghiệp. Đất nông nghiệp khác là 50,66 ha chiếm 10,19% tổng diện tích đất nông nghiệp.
Diện tích đất phi nông nghiệp là 551,19 ha, trong đó đất ở là 135,42 ha chiếm 24,5% tổng diện tích đất phi nông nghiệp, đất phi nông nghiệp khác là 415,77 ha chiếm 75,4% tổng diện tích đất phi nông nghiệp và đất chưa sử dụng là 2 ha chiếm 0,3%.
Với tính chất phong phú của đất nên xã Phú Cát có thế mạnh về nông nghiệp và trồng cây công nghiệp lâu năm.
Xã Phú Cát nằm trong vùng khí hậu nhiệt đới gió mùa ẩm, mùa hè nóng mưa nhiều còn mùa đông lạnh và ít mưa. Có độ ẩm và lượng mưa khá lớn, trung bình 114 ngày mưa một năm. Một đặc điểm rõ nét của khí hậu nơi đây là sự thay đổi và khác biệt của hai mùa nóng, lạnh. Mùa nóng kéo dài từ tháng 5 tới tháng 9, kèm theo mưa nhiều, nhiệt độ trung bình 28,1 °C. Từ tháng 11 tới tháng 3 năm sau là khí hậu của mùa đông với nhiệt độ trung bình 18,6 °C. Cùng với hai thời kỳ chuyển tiếp vào tháng 4 và tháng 10, thành phố có đủ bốn mùa xuân, hạ, thu và đông.
Nhìn chung khí hậu thích hợp cho sản xuất nông nghiệp, đa dạng hóa các loại cây trồng, trong đó các vùng chuyên canh sẽ đem lại thu nhập không nhỏ cho người dân. Tuy nhiên vẫn còn một số diện tích đất canh tác bi ngập úng vào mùa mưa gây khó khăn và thiệt hại cho người dân.
Qua điều tra khảo sát cho thấy trữ lượng nước của xã khá phong phú, mực nước ngầm không quá sâu, khoảng 25-40m đáp ứng nhu cầu sinh hoạt và sản xuất của người dân.

### Dân cư
Tính đến 31/12/2011 xã Phú Cát có 2108 hộ với 7899 khẩu, trong đó có 4329 lao động (2335 lao động nữ, 1994 lao động nam). Điều này cho thấy xã Phú Cát có nguồn lao động phổ thông khá dồi dào.